# Tsimshians

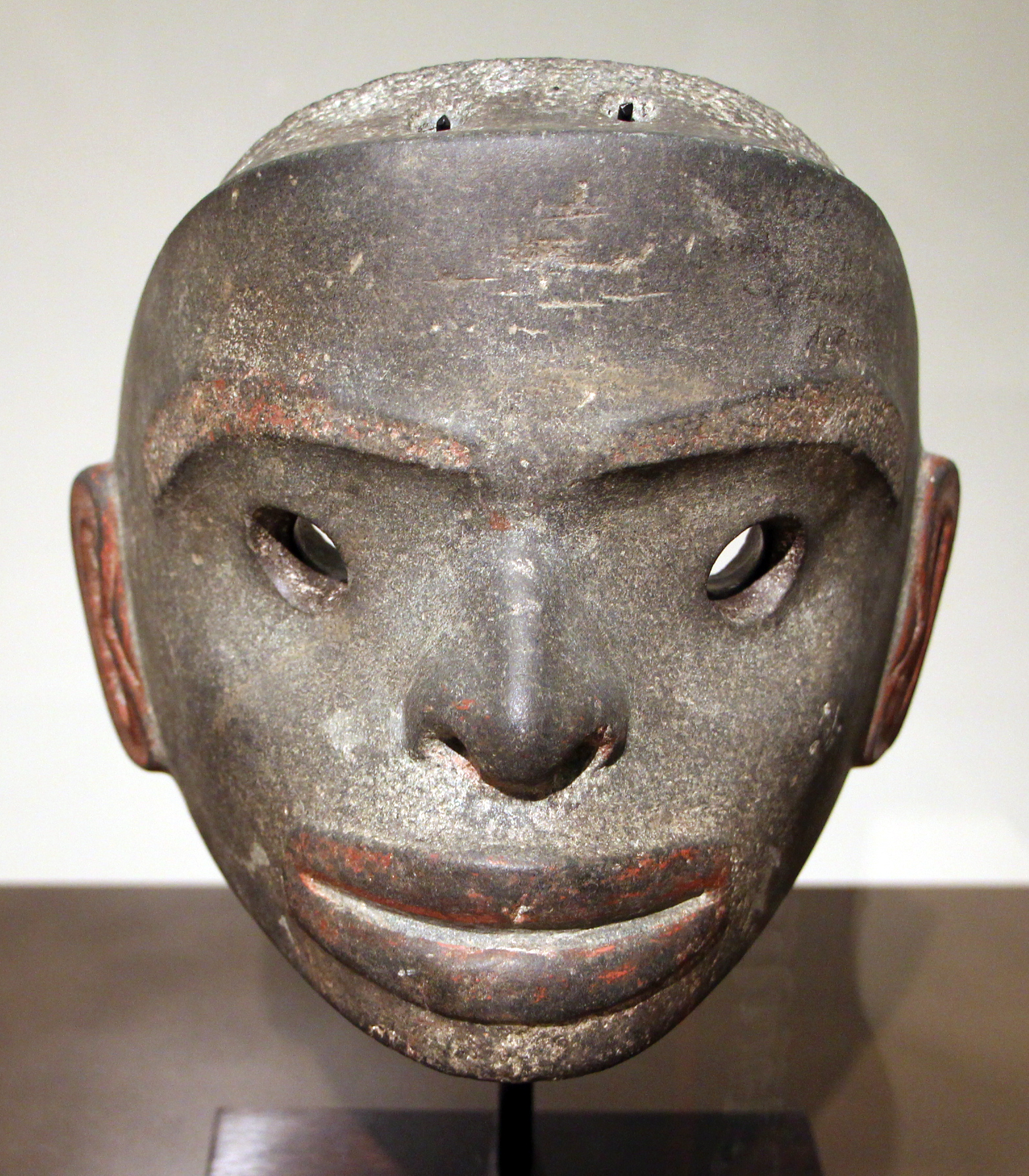
Masque Tsimshian - pierre (Gabbro) dure verdâtre, pigment; de la collection de Alphonse Pinart, Musée du quai Branly

Les Tsimshians (en sm’algyax : Ts’msyan) sont un peuple autochtone d'Amérique du Nord. Leurs communautés sont originaires de l'estuaire du fleuve Skeena (le nom Tsimshian signifie « Peuple de la rivière Skeena »), autour des villes actuelles de Terrace et de Prince Rupert en  Colombie-Britannique, avant de s'établir au XIXe siècle sur l'île Annette, au sud de l'Alaska, à Metlakatla. Les quelque 10 000 Tsimshians recensés sont répartis en trois nations distinctes.
Lors du recensement des États-Unis de 2010, 3 755 personnes se déclarent Tsimshians.

## Paléogénétique
Les génomes du milieu à la fin de l'Holocène obtenus à partir d'individus sur la côte de la Colombie-Britannique montrent une affinité avec les génomes des Amérindiens actuels de la région et fournissent des preuves de continuité génétique. Plus précisément, a été démontrée la continuité génétique maternelle pendant au moins 5 500 ans sur la côte de la Colombie-Britannique, et le territoire tsimshian en particulier. De plus, des séquences d'exomes de 25 individus anciens de la région du port de Prince Rupert dans le territoire tsimshian de la côte de la Colombie-Britannique ont montré une affinité génétique avec le peuple tsimshian moderne.

## Culture
Les Tsimshians sont un peuple de pêcheurs doté d'une structure matrilinéaire.

## Langue
Les Tsimshians parlent les langues tsimshianiques, à savoir le gitksan, tsimshian de la côte, le nisgha et le tsimshian du Sud.